# Elamenopsis
Elamenopsis is een geslacht van kreeftachtigen uit de klasse van de Malacostraca (hogere kreeftachtigen).

## Soorten
- Elamenopsis ariakensis (Sakai, 1969)
- Elamenopsis comosa Ng & Chuang, 1996
- Elamenopsis guinotae Poore, 2010
- Elamenopsis lineata A. Milne-Edwards, 1873
- Elamenopsis rotunda Naruse & Ng, 2007